# Frances Gillespy Wickes
Frances Gillespy Wickes (Lansingburgh, 28 agosto 1875 – Peterborough, New Hampshire, USA, 5 maggio 1967) è stata una psicologa e scrittrice statunitense.

## Biografia
Laureata alla Columbia University, era un'insegnante, scrittrice e drammaturga per bambini e ragazzi che viveva a New York, ma si interessò presto alla psicologia diventando terapista junghiana, in particolare di artisti, e visitò più volte Zurigo dopo aver incontrato Carl Gustav Jung negli anni 1920, con il quale mantenne corrispondenza. Alcuni suoi testi vennero rappresentati a teatro, al confine tra amatoriale e didattico.
Teneva un diario dei sogni e fece conferenze, soprattutto all'Analytical Psychology Club di New York. Ebbe un marito, Thomas Wickes (divorziato nel 1910 e morto circa nel 1947) e un figlio, Eliphalet Wickes (1906-1926). Visse in alcuni periodi anche in California e in Alaska.
Jung scrisse la prefazione al suo libro II mondo psichico dell'infanzia (1927), dove la Wickes sostenne la presenza autonoma del bambino nell'inconscio collettivo, secondo l'idea della "partecipazione mistica" che aveva lanciato Lucien Lévy-Bruhl nel 1910 per le società primitive, paragonando quindi il bambino a un individuo in formazione, disposto più all'intuizione e alla sensazione che all'attenzione razionale verso il reale. Il libro ebbe traduzioni in tedesco, francese, olandese, greco e italiano (Il mondo psichico dell'infanzia, trad. di Olga Aquarone, Roma: Astrolabio, 1948).
Tra i suoi corrispondenti, si conservano lettere di Muriel Rukeyser (1913-1980), Henry Murray, Eudora Welty, Mary Louise Peebles (1833-1915), Martha Graham, Lewis Mumford, Thomas Mann, May Sarton, Robert Edmond Jones (1887-1954) e William McGuire (1917-2009). Dopo la sua morte senza eredi, una buona parte della sua grande fortuna economica andò al C. G. Jung Institute di San Francisco e tramite la "Frances G. Wickes Foundation" (1955-1974) a diverse ricerche di ambito psicologico e filosofico.

## Opere
- Stories to Act, 1915
- The Christmas Jest, 1916
- A Child's Book of Holiday Plays, 1916
- Child's Own Book of Verse, 1917 (antologia di poesie infantili compilata con Ada Maria Skinner)
- Happy Holidays, 1921
- Beyond the Rainbow Bridge, 1924
- cura di Wilhelmina Seegmiller, A New Garden of Verses for Children, 1925
- Mother Spider, in Ada M. Skinner ed Eleanor L. Skinner (a cura di), A Child's Book of Country Stories, 1925
- The Inner World of Chidhood: A Study in Analytical Psychology, 1927; 1931 (con prefazione di Carl Gustav Jung)
  - trad. di Olga Aquarone, Il mondo psichico dell'infanzia, Roma: Astrolabio, 1948).
- The Inner World of Man, with Psychological Drawings and Paintings, 1938
- A Question, in "Spring", 1941, pp. 107–109
- Receive the Gale. A Novel, 1946
- The Creative Process, in "Spring", 1948, pp. 26–46
- The Conjure Wives
  - in Winifred Ward (a cura di), Stories to Dramatize, 1952
  - in Nora Kramer (a cura di), Arrow Book of Ghost Stories, 1960
  - in Helen Hoke (a cura di), Spooks, Spooks, Spooks, 1966
  - in Virginia Haviland (a cura di), North American Legends, 1979
- Doom or Destiny, 1956
- Creative Choice and Transformation, 1958
- The Inner World of Choice, 1963
- Wait Till Martin Comes, in Wilhelmina Harper (a cura di), Ghosts and Goblins Stories for Halloween, 1965
- Susan: the Bridge Called Heritage (romanzo inedito)